# Laser Squad
Laser Squad – strategiczna gra turowa stworzona przez Juliana Gollopa. Gra oryginalnie napisana była dla komputerów ZX Spectrum i Commodore 64, później powstały wersje na Amigę i PC.
Laser Squad był jedną z pierwszych gier taktycznych. Postacie mają do dyspozycji szereg zbroi i broni (każda o wielu parametrach), mogą ulegać zmęczeniu, szałowi bojowemu i strachowi. W Laser Squad grać można z komputerem lub z żywym przeciwnikiem. Gracz obejmuje dowództwo nad grupą żołnierzy, jego celem jest wypełnienie jednej z misji (np. zniszczenie urządzeń atakowanej bazy lub likwidacja jednego, bądź wszystkich ludzi przeciwnika).
Istnieje siedem standardowych scenariuszy gry:
1. Assassins
2. Moonbase
3. Rescue From The Mines
4. Cyber Hordes
5. Paradise Valley
6. Stardrive
7. Laser Platoon

Dodatkowe scenariusze można było tworzyć za pomocą specjalnego edytora. Scenariusze te powstały znacznie później niż sama gra.
Laser Squad stał się inspiracją późniejszych serii gier X-COM i Laser Squad Nemesis.